# Capniella
Capniella is een geslacht van steenvliegen uit de familie Capniidae. De wetenschappelijke naam van het geslacht is voor het eerst geldig gepubliceerd in 1920 door Klapálek.

## Soorten
Capniella omvat de volgende soorten:
- Capniella endemica (Zapekina-Dulkeit, 1955)
- Capniella ghilarovi Zhiltzova, 1988
- Capniella nodosa Klapálek, 1920